# Battaglia di Kochi (1504)
La battaglia di Kochi, anche nota come Secondo assedio di Kochi, fu una serie di scontri svoltisi tra marzo e luglio 1504, combattuti per terra e per mare, principalmente tra la guarnigione portoghese di Kochi, alleata del Trimumpara Raja, e gli eserciti dello Zamorin di Calicut e dei suoi vassalli del Malabar.
Il celebre eroismo della minuscola guarnigione portoghese, guidata da Duarte Pacheco Pereira, ha respinto un esercito invasore diverse centinaia di volte più grande. Fu una sconfitta umiliante per lo Zamorin che non solo non riuscì a sottomettere Kochi, suo vassallo, ma perse anche di credibilità davanti al resto dei suoi vassalli e alleati. In seguito, lo Zamorin perse gran parte della sua tradizionale autorità sugli Stati del Malabar. La difesa di Kochi assicurò invece ai portoghesi la base per una loro stabile presenza in India che di lì a pochi anni venne sancita dalla creazione del Vicereame indiano-lusitano.

## Antefatto

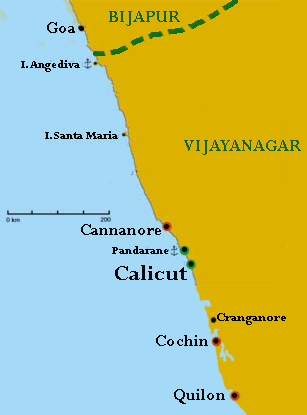
La costa del Malabar (India) c. 1500.

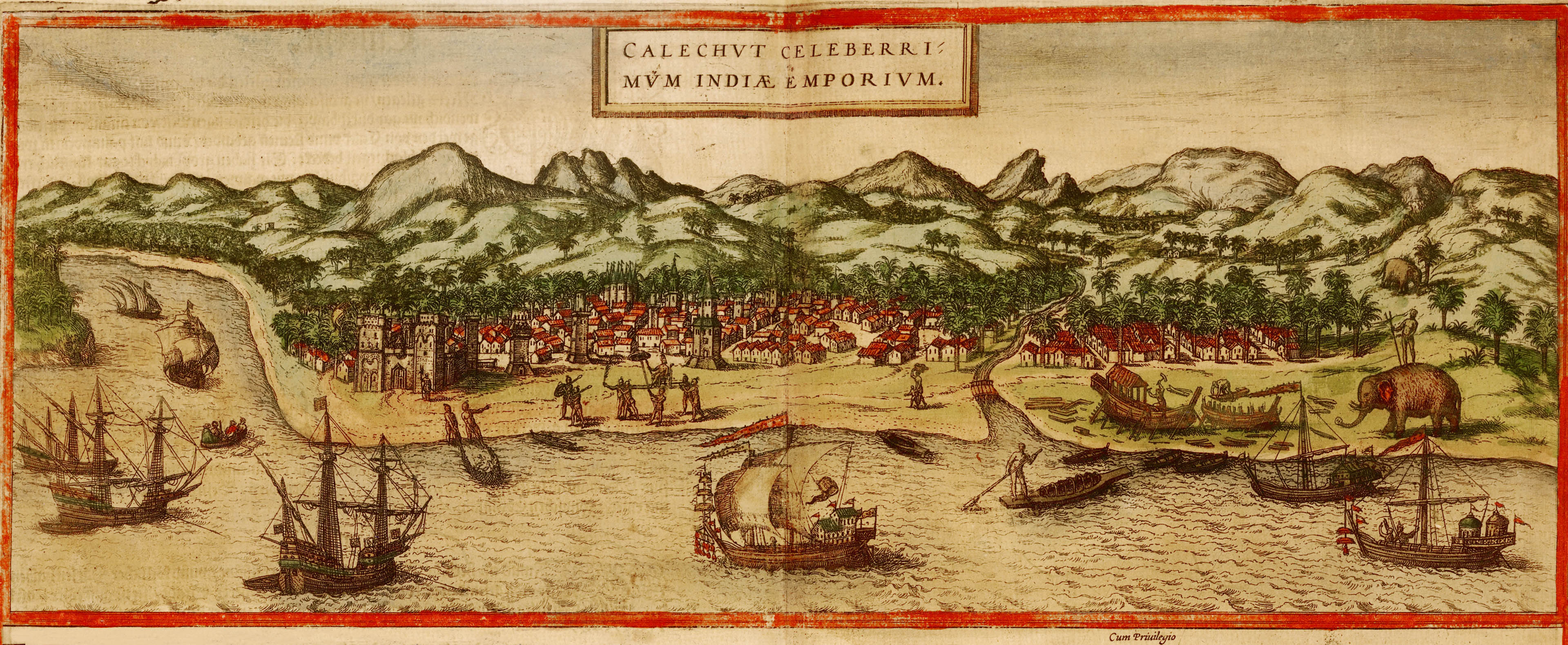
"Calicut" - ill. Braun da

Dalla frammentazione dello Stato di Chera nel X secolo, il sovrano della città-Stato di Calicut (pt. Calecute; oggi Kozhikode), noto come Zamorin (Samoothiri Raja, lett. "Signore del mare") fu generalmente riconosciuto come signore supremo dalla maggior parte dei piccoli Stati della costa del Malabar (India). Sotto il dominio di Zamorin, Calicut crebbe come città commerciale, emergendo quale principale emporio di smercio del pepe del Kerala nonché di altre spezie spedite dall'Oriente (vedasi "Rotta delle spezie").
La Prima Armata d'India (Gama, 1497) puntò dritta su Calicut ove Vasco da Gama tentò di ottenere un trattato commerciale con lo Zamorin che però, per nulla impressionato dal potenzizle bellico degli europei, si limitò a concedere loro l'accesso ai suoi mercati senza largheggiare in concessioni. La successiva Seconda Armata d'India (Cabral, 1500) arrivò meglio preparata. Morto nel frattempo il vecchio Zamorin, Pedro Álvares Cabral negoziò un trattato con il nuovo Zamorin ed eresse una feitoria a Calicut. Nel giro di un paio di mesi, scoppiarono però liti tra agenti portoghesi e commercianti arabi stabiliti nella città, in cui lo Zamorin si rifiutò di intervenire. Nel dicembre 1500 scoppiò una rivolta e la feitoria fu invasa e numerosi portoghesi massacrati. Incolpando lo Zamorin per l'incidente, Cabral chiese un risarcimento e l'espulsione di tutti i commercianti arabi dalla città. Quando lo Zamorin rifiutò, Cabral bombardò la città.
Iniziò così la guerra tra il Portogallo e Calicut.
I portoghesi trovarono rapidamente alleati locali tra alcune delle città-Stato del Malabar stanche del dominio di Calicut: Kochi (Cochim), Cannanore (Canonor, Kannur) e Quilon (Coulão, Kollam) aprirono prontamente i loro porti ai lusitani. Le successive spedizioni portoghesi in India presero a bombardare regolarmente Calicut, predando le sue navi e allontanando il traffico commerciale dalla città. Lo Zamorin apprese rapidamente che non aveva molto senso sfidare le flotte portoghesi in mare, il divario tecnologico nelle navi e nei cannoni era semplicemente troppo grande ma a terra la differenza non era così sbilanciata. Dopotutto, la presenza portoghese in India consisteva solo in una manciata di agenti commerciali. Essendo i portoghesi giunti per le spezie, lo Zamorin comprese che privandoli della possibilità di comprarne li avrebbe costretti a una pace ragionevole. Ciò significava costringere i riottosi vassalli di Kochi, Cannanore e Quilon a chiudere i loro mercati ai portoghesi. In linea di principio, il piano dello Zamorin era valido. I portoghesi si erano inimicati alcuni abitanti della costa del Malabar. Le loro flotte avevano infatti lasciato un brutale biglietto da visita, fatto richieste assurde ai governanti, interrotto il commercio e la vita quotidiana lungo tutta la costa. Non doveva essere troppo difficile convincere le città di Malabar a partecipare, almeno temporaneamente, a un generale boicottaggio del commercio portoghese. Kochi, però, respinse le richieste dello Zamorin.

### Battaglia di Kochi (1503)
La città-stato di Kochi era un polo commerciale in crescita arroccata sul bordo della laguna di Vembanad. Il principe indù al potere, Unni Goda Varma, il Trimumpara Raja, non era sicuro della sua posizione. Formalmente, era un principe minore assoggettato ad un clan nobiliare incentrato a Edapalli (Repelim) che dominava la Laguna. In effetti, è molto probabile che Trimumpara fosse nel bel mezzo di una lite familiare e originariamente cercasse l'alleanza portoghese per rafforzare la propria posizione contro i parenti.
La popolazione di Kochi era in gran parte contraria ai portoghesi. La città non era autosufficiente dal punto di vista alimentare e la popolazione aveva sofferto molto per la generale interruzione del commercio lungo la costa del Malabar. Inoltre, Kochi aveva una significativa popolazione musulmana - sia arabi espatriati sia mappila locali - verso la quale i portoghesi non avevano nascosto la loro ostilità e che nei fatti monopolizzava il commercio cittadino. Percependo il risentimento popolare, il Trimumpara Raja fece alloggiare nel suo palazzo il fattore portoghese Diogo Fernandes Correia e i suoi assistenti, Lourenço Moreno e Álvaro Vaz, e si assicurò che fossero sempre scortati da guardie fedeli quando passeggiavano per i mercati della città. L'influenza degli Zamorin sull'entroterra del Kerala aveva però prosciugato gran parte delle scorte di pepe di Kochi, spingendo i portoghesi a guardare ad altre città (es. Quilon) per i loro bisogni, con grande rammarico del Trimumpara. I consiglieri di Trimumpara si opposero all'alleanza portoghese e lo esortarono a perseguire una riconciliazione con lo Zamorin, avvertendolo che la lealtà dei Nair di Kochi non doveva essere data per scontata in caso di guerra. Tuttavia, il Raja si rifiutò di abbandonare i lusitani.
Nel marzo 1503, non appena la Quarta Armata d'India (Gama, 1502) salpò per Lisbona, lo Zamorin avviò un'operazione intimidatoria ai danni del Trimumpara Raja. I portoghesi avevano lasciato dietro di sé una piccola pattuglia costiera, per aiutare a difendere Kochi ma il cui comandante Vicente Sodré respinse le voci sui preparativi militari dello Zamorin e decise di spostare la pattuglia alla foce del Mar Rosso per pirateggiarvi i legni musulmani. Non tornarono fino alla fine dell'estate. Ad aprile, lo Zamorin guidò un esercito di circa 50 000 soldati contro Kochi. Lungo la strada, doveva essere raggiunto dai signori alleati Malabari, in particolare i governanti di Edapalli. Il figlio di Trimumpara, Narayan, si precipitò con una forza di 5 500 uomini a bloccare il passaggio dell'esercito di Calicut su un guado vicino a Edapalli (Repelim). Narayan respinse valorosamente due assalti di Calicut ma alla fine le forze dello Zamorin, con la corruzione e il sotterfugio, riuscirono a staccare molti dei Nair dal principe che, nel successivo assalto, fu sopraffatto e ucciso insieme ai fedeli rimastigli. La coraggiosa azione di Narayan diede a suo padre e ai suoi ospiti portoghesi abbastanza tempo per fuggire da Kochi sull'isola di Vypin (Vaipim) con un piccolo nucleo di leali guardie. Lo Zamorin s'impadronì di Kochi e chiese a Trimumpara di consegnare gli agenti portoghesi ma questi rifiutò. Le difese naturali di Vypin e il peggioramento del tempo impedirono l'assalto all'isola da parte dello Zamorin che, frustrato, dovette contentarsi di bruciare Kochi e nell'attesa che il miglioramento del clima permettesse la ripresa delle ostilità attive. Prima di bruciare Kochi, lo Zamorin rimosse un'antica pietra sacra, sulla quale gli antichi re Chera erano celebrati come signori del mare e signori su tutti gli stati del Malabar. La pietra sacra era stata originariamente custodita presso l'antica capitale di Kodungallur (po. Cranganore) salvo essere spostata a Kochi ed ora, per volere dello Zamorin, a Edapalli.
L'esercito di Calicut tornò a Kochi in agosto e nuovamente il Trimumpara Raja ed i portoghesi si rifugiarono a Vypin. Lo Zamorin e i suoi alleati stavano preparando un assalto anfibio quando avvistarono sei navi portoghesi armate al comando di Francisco de Albuquerque - l'avanguardia della Quinta Armata d'India (Albuquerque, 1503) - in avvicinamento. Gli alleati dello Zamorin presero a disertare, costringendolo a togliere l'assedio e tornarsene a Calicut.

### Preparativi

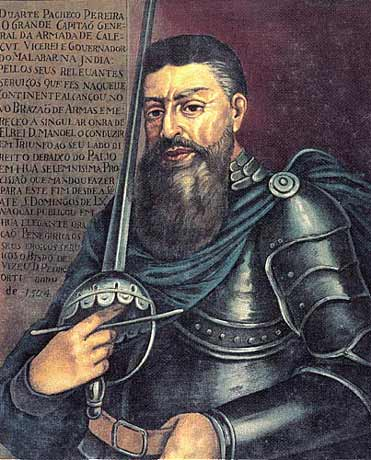
Duarte Pacheco Pereira, primo comandante del Forte Manuele di Kochi.

Kochi era stata salvata appena in tempo ma gli eserciti dello Zamorin sarebbero sicuramente tornati in primavera, non appena la V Armata fosse partita per Lisbona. Così i portoghesi organizzarono prontamente la difesa della città alleata in assenza della flotta.

Acclarato che lo Zamorin s'era affidato a collaboratori locali (Edapalli e di altri) per l'assedio, s'inviò una spedizione di quattro caravelle (Nicolau Coelho, Duarte Pacheco Pereira, Pêro de Ataíde e António do Campo) nella laguna di Vembanad per punire i principotti locali che avevano appoggiato l'assedio dello Zamorin. Notevole in questa campagna fu il brutale sacco portoghese di Edapalli, rasa al suolo con grande spargimento di sangue. Le altre città, per es. Kumbalam (po. Cambalão), e i villaggi più piccoli incontrarono un destino simile o mutarono rapidamente la loro fedeltà in favore di Kochi, chiudendo la contesa in seno alla famiglia reale del Vembanad e stabilendo il Trimumpara Raja come sovrano dominante. Nel frattempo, i comandanti portoghesi persuasero il Trimumpara a consentire l'erigenda di una fortezza ai margini della penisola di Kochi (Forte Sant'Iago, attuale Forte Manuele o Fort Kochi), poco a ovest della vecchia città propriamente detta (attuale "Mattancherry"). Forte Manuele di Kochi, come sarebbe stato chiamato, fu la prima fortezza portoghese in Asia: costruito con legno di palma da cocco fornito dallo stesso Trimumpara, fu completato in un paio di mesi. Non appena terminato il fortino, il comandante della V Armata, Alfonso de Albuquerque, contro ogni previsione, accettò un trattato di pace con lo Zamorin di Calicut. Probabilmente una mossa cinica da entrambe le parti: nessuno si aspettava davvero che la pace durasse ma entrambi hanno così guadagnato alcune settimane, i portoghesi per terminare la costruzione delle loro difese e lo Zamorin per preparare la sua forza d'invasione, prima che la tregua venisse infranta da una scaramuccia sulla consegna d'un carico di spezie a Cranganore.
Alla fine di gennaio 1504, l'Armada di Albuquerque salpò da Kochi lasciandosi alle spalle una guarnigione di circa 150 (molto più probabilmente 130 o meno) soldati portoghesi al comando del cavaliere Duarte Pacheco Pereira, l'ultimato Forte Manuele, ed una pattuglia navale composta dalla nau Concepção di Diogo Pereira e due caravelle (la Garrida di Pêro Rafael e un'altra dal nome sconosciuto sotto Diogo Pires/Peres). Diogo Pereira era probabilmente Diogo Fernandes Pereira, il capitano perduto del III Squadrone della V Armata che aveva scoperto Socotra e vi aveva svernato, traversando in solitaria l'Oceano Indiano intorno a questa volta. La Concepção potrebbe dunque essere stata la sua nave.
Le reti di intelligence nel sud dell'India erano tali che sia lo Zamorin sia il Trimumpara conoscevano ogni movimento l'uno dell'altro (l'elemento sorpresa non è mai stata una tattica sfruttabile sulla costa del Malabar). Giunsero dunque presto notizie dell'adunata di un grande esercito d'invasione a Calicut. A differenza del precedente, questo esercito era meglio equipaggiato, avendo lo Zamorin ricevuto dai Turchi un grosso contingente di armi da fuoco (archibugi e/o moschetti) e beneficiato dell'aiuto di due agenti veneziani giunti segretamente in India con la flotta di Gama e poi rifugiatisi a Calicut a forgiare moderni cannoni. Erano pronti almeno cinque grandi cannoni "europei", oltre a un paio di centinaia di cannoni più piccoli d'uso nautico. Avvisi erano stati inviati agli alleati dello Zamorin – i signori (Kaimals) di Edapalli, Cranganore, Kottakkal, Regno di Tanur (Vettath raja di Vettattnad), Beypore, Chaliyam, Pariyapuram ecc. – per preparare le loro forze ausiliarie.
Notizie delle dimensioni e delle armi dello Zamorin misero Kochi in allerta. Sebbene, quale signore nominale delle lagune di Vembanad, il Trimumpara Raja potesse, teoricamente, radunarvi 30 000 soldati, poteva al massimo contare su 8 000 essendo gli altri "attivamente o passivamente ostili". Presto si sparsero voci a Kochi che la guarnigione portoghese meditava la fuga e che le loro navi erano state preparate per evacuarli a Cannanore o Quilon qualora l'esercito dello Zamorin fosse arrivato, abbandonando la città al nemico. La popolazione di Kochi iniziò ad evacuare e lo stesso Trimumpara Raja vacillò, con i consiglieri che lo esortavano a cercare una riconciliazione con lo Zamorin prima che fosse troppo tardi. Il primo ordine del giorno di Duarte Pacheco fu dunque d'irrigidire la determinazione del Trimumpara Raja, persuadendolo che i portoghesi erano lì per restare. Ricordando come la pattuglia costiera portoghese di Vicente Sodré l'avesse abbandonato l'anno precedente, il Trimumpara aveva ampie ragioni per dubitare della parola di Pacheco ma sapeva anche che il suo destino era fatalmente legato ai portoghesi. Scuotendo i suoi dubbi, mise nelle mani dei lusitani la difesa della città ed emanò editti che proibivano a chiunque di lasciare Kochi sotto pena di morte, ordinando ai propri ufficiali e soldati di considerare un ordine di Duarte Pacheco come se fosse suo.
Di particolare preoccupazione per Duarte Pacheco fu poi la comunità mercantile musulmana a Kochi. I portoghesi non avevano nascosto la loro ostilità e li consideravano con sospetto come una "quinta colonna" dello Zamorin. Kochi dipendeva però dal loro commercio per le scorte di cibo e se l'assedio fosse stato prolungato, il destino della città sarebbe stato nelle loro mani. Duarte Pacheco fece di tutto per assicurarsi la loro collaborazione. Si rivolse a un'assemblea dei principali mercanti musulmani, promettendo che nessun danno sarebbe stato loro fatto. Cooptò alcuni dei loro leader (in particolare un certo Muhammad Marakkar) e, per ogni evenienza, tenne in ostaggio alcune importanti famiglie musulmane, spedendole sotto scorta nell'isola di Vypin per la durata delle ostilità. Grandi magazzini di vari generi alimentari (riso, zucchero, ecc.) furono immagazzinati a Vypin nel caso in cui gli agenti di Zamorin avessero dato fuoco a Kochi o si fosse reso necessario evacuarla.
In preludio, Duarte Pacheco lanciò alcune incursioni minori su alcuni piccoli insediamenti intorno a Edapalli schieratisi con lo Zamorin. Il loro valore strategico era minore: era più una dimostrazione di forza e spavalderia per inculcare la fiducia nella popolazione di Kochi che i portoghesi non vedevano l'ora di combattere. Tuttavia, sembra che questi raid possano aver danneggiato una delle due caravelle portoghesi, rendendola inservibile per lo scontro imminente.

## Battaglia del guado di Cambalão

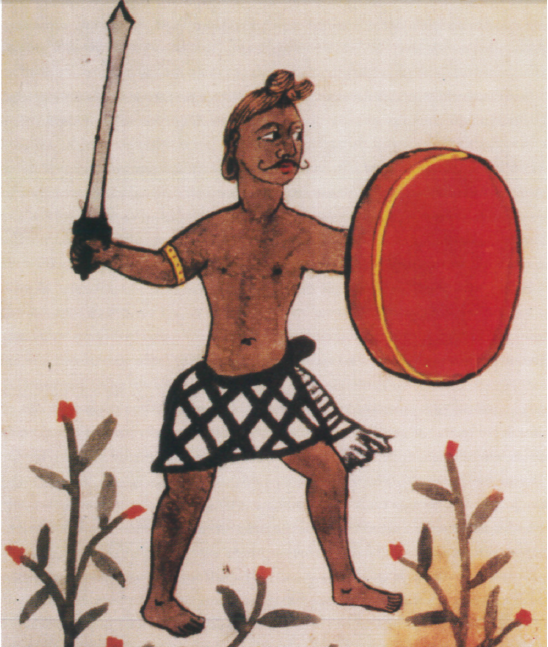
Raffigurazione portoghese del XVI secolo di un guerriero nair del Malabar, armato di scudo e spada.

Dall'intelligence, Duarte Pacheco ricevette dettagli delle forze armate di Calicut e dei loro movimenti. Lo stesso Zamorin stava guidando un'armata di 57 000 uomini (alcune fonti parlano di 84 000, inclusi o no gli ausiliari che comunque doveva per la maggior parte essere armati alla leggera nella migliore delle ipotesi). Lo Zamorin portava con sé i cinque grandi cannoni europei e quasi 300 pezzi d'artiglieria indiana più piccoli. L'esercito si radunò vicino a Cranganore per marciare a sud lungo la sponda orientale della laguna di Vembanad e attraversare il guado di Kumbalam (Cambalão), largo appena 100 m, profondo fino alla cintola e percorribile con tutte le maree senza alcun bisogno di traghetti o altro.
La flotta di Calicut era composta da 160 navi, circa 76 delle quali erano paraus (nave a vela e remo del Malabar spesso confrontati dagli europei ad un fusta o galeota) armati con due bombarde, cinque moschetti e 25 arcieri. Le barche rimanenti erano più piccole, circa 54 catture (una versione più piccola del parau) e 30 toni (canoe), ciascuno montato con un cannone e 16 soldati. La flotta era sotto il comando del nipote dello Zamorin (ed erede di Calicut), Naubea Daring (Naubeadarim), con il signore (Kaimal) Elcanol di Edapalli come secondo in comando. La flotta doveva infilarsi nella laguna di Vembanad attraverso lo sbocco nei pressi di Cranganore per poi discendere la laguna, accompagnando e proteggendo la fanteria.
Ben informato dei piani dello Zamorin, Duarte Pacheco risolse che le forze portoghesi-cocinesi dovevano bloccare il passaggio del nemico al guado di Kumbalam (pt. Passo de Cambalão). Le forze disponibili andavano ben orchestrate. Il fattore Diogo Fernandes Correia e i suoi due assistenti, Lourenço Moreno e Álvaro Vaz, con 39 uomini, restarono a Forte Manuele. La Concepção fu caricata con 25 uomini, artiglieria e cinque cannonieri esperti, e posto sotto il comando di Diogo Pereira (Diogo Fernandes Pereira?) con incarico di rimanere vicino al Forte a difendere Kochi e sorvegliare il Vembanad per evitare che le navi di Calicut ne sbucassero.
Duarte Pacheco mise 26 uomini in una delle caravelle sotto il comando di Pêro Rafael. Con l'altra caravella ancora in riparazione, Pacheco requisì due legni indigeni, paragonabili a piccole pinacce, ponendone uno (con 23 uomini) sotto Diogo Pires e l'altro (con 22 uomini) sotto di sé, ognuno armato con quattro cannoni girevoli. Queste tre navi avrebbero cercato di tenere il guado di Kumbalam. Gli artigiani di Kochi avevano prodotto una serie di scudi a torre (palvese), con assi di legno spesse due dita, montati lungo i lati della caravella e dei battelli come merlature improvvisate per proteggere l'equipaggio dal fuoco nemico. Reti di corda furono appese agli alberi e sacchi pieni di cotone furono posti in tutto il ponte della nave e appesi lungo tutti i lati, per proteggere le navi dalle palle di cannone. Barche cariche di buona pietra dura erano state spedite dall'isola di Anjediva per essere intagliate dagli operai cocinesi in palle di cannone per i pezzi portoghesi. I lavoratori di Kochi avevano anche prodotto con discrezione un gran numero di pali alti 3,5 m, affilati da un lato, temprati dal fuoco dall'altro, con scanalature pretagliate per consentirne la chiusura a scatto con traverse.
Avendo il grosso del suo esercito disertato, il Trimumpara Raja era rimasto con meno di 5 000 soldati. Incaricò allora 500 Nair d'unirsi alla piccola flotta di Duarte Pacheco al guado di Kumbalam, trattenendo il resto per proteggere la città.
Navigando con cautela attraverso gli stretti e gli stagni salmastri del Vembanad, le tre navi di Duarte Pacheco (e le barche indigene di rinforzo) arrivarono al guado di Kumbalam, 100 m di acque poco profonde. Pacheco ordinò che i lunghi pali affilati fossero piantati in profondità nel mezzo del canale e attraverso la lunghezza del guado, creando una palizzata per bloccare il passaggio. Successivamente ordinò che le navi fossero legate tra loro e alle sponde, con corde di ferro, in modo che non potessero essere facilmente tagliate e lasciate alla deriva, con le fiancate rivolte verso le rive.

### Ubicazione del guado

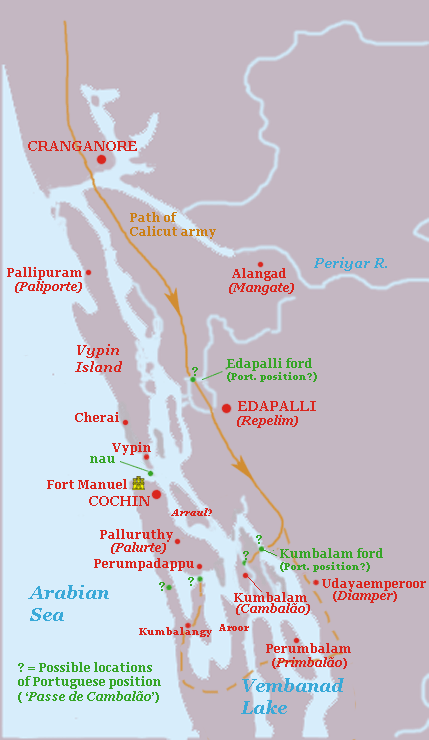
Mappa congetturale che mostra diverse possibili posizioni del "Passo di Cambalão".
Questa mappa è altamente congetturale, basata approssimativamente sulla moderna geografia del Lago Vembanad che probabilmente è cambiata sostanzialmente dal XVI secolo.
- Punti verdi = possibili posizioni della posizione portoghese;
- Linea retta = percorso più probabile dell'esercito di Calicut;
- Linea tratteggiata = percorso alternativo più lungo per l'esercito di Calicut.

L'esatta ubicazione del Passe de Cambalão è incerta e contestata da varie fonti. Il portoghese Cambalão è probabilmente il moderno Kumbalam sulle isole allungate nella parte centro-meridionale della laguna di Vembanad che si trova sotto la città di Kochi. Tuttavia, alcuni storici (es. Logan 1887, Whiteway 1894, Monteiro 1989) suggeriscono che i portoghesi presero posizione molto più a nord, al guado di Edapalli (portoghese Repelim), lo stesso passo che Narayan tentò inutilmente di tenere l'anno precedente. Ci sono ragioni per giustificare una posizione e dubitare dell'altra.
Se Kumbalam era il guado, ciò suggerirebbe che l'esercito di Zamorin marciò lungo tutta la costa orientale della laguna incontrastato. Questo non è necessariamente improbabile. Il passaggio attraverso le isole Kumbalam costituisce certamente uno stretto passaggio per le truppe per guadare la penisola di Kochi e marciare con calma alle spalle della città. Ciò però implica che la flotta di Zamorin navigò per l'intera lunghezza della laguna, da Cranganore a Kumbalam, cioè superando Kochi senza trovare ostacoli! Ciò è improbabile, soprattutto perché i portoghesi tenevano la loro nau di guardia davanti alla città. Di conseguenza, la teoria alternativa che i portoghesi tennero la loro posizione al guado di Edapalli ha più senso. Il nome è stato semplicemente frainteso: stavano bloccando la strada per Kumbalam, non a Kumbalam.
Il guado a Edapalli fa emergere altre incongruenze – in particolare, più avanti nella campagna, lo Zamorin inviò parte del suo esercito per provare un guado diverso a Palurte che è quasi certamente Palluruthy, sempre a sud di Cochin. Se erano accampati a Kumbalam, ciò ha perfettamente senso: lo Zamorin doveva solo tornare indietro. Ma se fossero stati trattenuti al guado di Edapalli, quel distaccamento avrebbe dovuto attraversare proprio il guado che i portoghesi stavano tenendo. Se l'avessero aggirato, sarebbero saliti sotto di loro, il che fa sorgere la domanda perché non attaccare i portoghesi da ambo i lati e chiudere la contesa? È possibile che Palurte sia stato erroneamente identificato in Pallurthy ma non sono note altre ubicazioni: Logan et al. suggeriscono 'Valanjaca' ma non si sa ove sia! Se lo Zamorin si fosse tenuto al guado di Edapalli, attraversando la laguna sarebbe giunto all'isola Vypin, cosa non necessariamente problematica per i portoghesi poiché ciò non li avrebbe posti nel raggio di marcia di Kochi.
Una terza possibilità è che Cambalão sia in realtà Kumbalangy e non Kumbalam, ovvero la penisola direttamente a sud di Kochi. Ciò significa che l'esercito di Calicut marciò molto più a sud, facendo un lungo giro intorno all'estremità meridionale del Vembanad attraverso le "terre di Porquá" (Purakkad) molto meridionali (o forse tagliato a Perumbalam) e poi ha marciato a nord attraverso Kumbalangy. Le ragioni principali per contemplare questa posizione meridionale sono: (i) è praticamente una marcia terrestre continua - se lo Zamorin voleva evitare i traghetti per il suo enorme esercito, percorrere il lungo anello sotto Vembanad era l'opzione meno intasata d'acqua; (ii) costringeva i portoghesi molto più vicini a Kochi, portando lo Zamorin sarebbe ad un guado di distanza dalla penisola di Kochi; (iii) Kumbalangy ha Aroor a est, possibile identificazione dell'isola chiamata dai lusitani "Arraul", con un passaggio alternativo a Kochi che punta in qualche modo attraverso Palluruthy; (iv) il percorso ad anello meridionale per Kumbalangy passa attraverso o vicino alle terre di Udayamperoor (Diamper), Perumbalam (Primbalão) e/o le terre molto meridionali di Purakkad (Porquá), i cui signori erano noti per essersi schierati in favore di Calicut nell'ultimo conflitto.
Lo svantaggio di Kumbalangy è che ciò implica un passaggio della flotta di Calicut ancor più vicino a Kochi di prima e che da lì al guado alternativo di Palurte non si conosce strada (né ubicazione del guado stesso!).
Una leggera variazione ha il guado da qualche parte lungo quella che ora è la stretta penisola tra Kumbalangy e Kochi. Potrebbe esserci stato un minuscolo stretto e guado da qualche parte lì, scomparso da tempo. Ciò implicherebbe che la flotta di Calicut in realtà non ha navigato affatto nella laguna di Vembanad ma ne abbia effettivamente navigato al di fuori, attraverso il solo Mar Arabico.

### Primo assalto
Duarte Pacheco non dovette aspettare molto prima che il massiccio esercito di Calicut apparisse al guado di Kumbalam. Si dice che l'esercito sia entrato e abbia schierato le sue posizioni sulle rive durante la notte, senza che nessuno li vedesse fino all'alba del 31 marzo (domenica delle palme).
La vista improvvisa, alle prime luci del mattino, degli 84 000 uomini dello Zamorin già schierato sulle rive, nelle loro magnifiche armi con bandiere sventolanti e cannoni in posizione, fu uno spettacolo sorprendente per i difensori. Il suono intimidatorio delle trombe e le grida di guerra di un esercito così massiccio erano già difficili da sopportare per alcuni di loro ma l'improvvisa apparizione della flotta di Calicut, 160 navi armate, dietro l'ansa dello stretto, fu l'atto finale di questo terribile preludio. In realtà, i pavidi erano già stati spezzati: alcune barche indigene erano già sgattaiolate via, presto seguite da altre sino ad una rotta generale. I parau ed i loro Nair fuggirono a Kochi. Solo le tre navi ancorate, con circa 90 portoghesi più due ufficiali di Kochi rimasero per affrontare l'esercito e la flotta dello Zamorin.
Per Duarte Pacheco, la preoccupazione più immediata erano i cinque cannoni veneziani sulla riva. Si diceva che la maggior parte dei cannoni indiani avesse la "gittata e la forza di una pietra lanciata da un braccio", una misera minaccia per le navi rinforzate con il cotone. I cannoni veneziani potevano invece affondarle! Pacheco diresse immediatamente tutto il suo fuoco su quei cannoni, disperdendo gli artiglieri in batteria, e li mantenne sotto fuoco intermittente concentrato per impedire che si riformassero mentre bersagliava anche gli uomini di Calicut che tentavano di abbattere la palizzata.
La flotta di Calicut prese ad avanzare sulla posizione portoghese ma la ristrettezza del canale scelto da Pacheco impediva lo spiegamento di un ampio fronte. Le tre navi portoghesi, forti della loro superiore potenza di fuoco, dovettero pertanto gestire uno scontro con ondate d'una dozzina di paraus l'una: nulla d'insormontabile. La prima ondata fu la più difficile: circa 20 barche, strettamente legate tra loro, avanzarono insieme, portando circa 40 bombarde e 100 moschetti, più innumerevoli arcieri. I palvesi ed i sacchi di cotone sulle navi portoghesi fecero però miracoli, ammortizzando i colpi e permettendo a balestrieri, moschettieri e artiglieri europei di eliminare i tiratori nemici che invece operavano con poca o nessuna protezione. Dopo alcune raffiche, quattro barche furono semiaffondate, le altre sufficientemente danneggiate o coperte da un numero sufficiente di morti e feriti da non poter procedere, e iniziarono a ritirarsi. La seconda ondata era composta da una dozzina di barche che incontrarono più o meno la stessa sorte. Seguirono altre tre ondate d'esito uguale, mentre i parau affondati si ammassavano, creando ostacoli all'avanzata di Calicut ed un costante, demoralizzante spettacolo. A mezzogiorno, i comandanti della flotta dello Zamorin realizzarono che la loro tattica non funzionava e ordinarono la ritirata.
Durante lo scontro anfibio, l'esercito di Zamorin era rimasto inattivo sulle rive. I palvesi e le reti avevano respinto la maggior parte del loro costante tiro, mentre il fuoco di Pacheco veniva periodicamente diretto a riva per garantire che le batterie di cannoni italiane rimanessero fuori uso e che le squadre di demolitori non raggiungessero la palizzata del guado.
Fu una mattinata umiliante per lo Zamorin. I cronisti riferiscono che, in questo primo scontro, l'esercito e la flotta di Calicut incassarono circa 1 300 morti, mentre i portoghesi non subirono una sola perdita.

### Secondo assalto
Trascorse una settimana fino al secondo assalto al guado di Kumblam, il 7 aprile (domenica di Pasqua). Durante questo tempo, la caravella di Diogo Pires che era stata in riparazione tornò utilizzabile e si unì alla squadra al guado di Kumbalam. La Concepção rimase di guarda a Kochi. Lo Zamorin aveva riparato le sue navi e reclutato più truppe. Soprattutto, aveva deciso una tattica diversiva: mentre la flotta principale di Calicut (circa 150 barche) si sarebbe diretta su Kumbalam, una flotta di circa 70 paraus avrebbe ingaggiato la Concepção a Kochi. L'obiettivo era costringere la squadra di Duarte Pacheco ad abbandonare Kumbalam per salvare Kochi, lasciando così il guado sgombro. Avvisato dai consueti canali di intelligence del piano nemico, il Trimumpara Raja inviò immediatamente un messaggio a Duarte Pacheco pregandolo di tornare. All'inizio Pacheco ingorò la richiesta ma intorno alle 09:00, con la marea in calo e il vento a suo favore, decise che gli elementi avrebbero potuto permettergli di accogliere l'appello. Prendendo una caravella e un battello e lasciando indietro la coppia rimanente di caravelle a tenere il guado, Pacheco corse verso Koci. Arrivò proprio mentre la Concepção stava disperatamente respingendo un pesante assalto dello squadrone di Calicut. Vedendo le due navi di Pacheco che arrivavano dal retro, le navi nemiche realizzarono che stavano per essere intrappolate nel fuoco incrociato e si ritirarono. Pacheco virò immediatamente e tornò di volata al guado di Kumbalam. Stava arrivando l'alta marea e il vento stava cambiando. Arrivò al guado appena in tempo per ancorarsi con gli altri e prepararsi a incontrare il grosso della flotta di Calicut che puntava su di loro.
Si ripeté il massacro della settimana precedente: ondate d'una dozzina di paraus che si schiantavano contro il fuoco delle caravelle portoghesi. Dopo aver perso circa 19 navi e 290 uomini, l'ammiraglio di Calicut interruppe l'attacco. La mossa diversiva era fallita.

### Terzo assalto
L'8 aprile, invece di riposarsi e riprendersi, Duarte Pacheco lanciò un attacco a sorpresa su alcuni piccoli villaggi sulle isole vicine che si diceva avessero fornito furtivamente paraus alla flotta di Calicut. Il valore dell'obiettivo in sé non era molto. Il suo scopo principale era sconvolgere l'esercito di Zamorin, mostrando loro che nonostante tutti i terribili combattimenti e le perdite del giorno precedente, i portoghesi erano ancora illesi e freschi per la pugna.
Il 9 aprile, lo Zamorin trincerò i cannoni veneziani per affondare le caravelle portoghesi, ordinando alla sua flotta di restare in attesa.
La battaglia si aprì con un tiro sbarramento da terra sulle navi portoghesi. Fortunatamente per Pacheco, gli artiglieri dello Zamorin non erano all'altezza dei pezzi in loro dotazione. Compresa l'inefficienza nemica, il Portoghese tese loro una trappola: non rispose al fuoco, fidando che gli indiani spostassero i pezzi più vicino alla riva (ed ai cannoni portoghesi) per migliorare la mira. Lo stratagemma di Pacheco funzionò meglio di quanto lui si aspettasse. Quando i cannoni delle navi portoghesi tacquero, non rispondendo al fuoco dalla riva, i capitani di Calicut furono pronti a concludere che gli europei avessero finito le munizioni. A questo punto il cauto piano dello Zamorin fallì: non solo le batterie di cannoni iniziarono a uscire dalle loro posizioni protette ma la flotta stessa di Calicut decise l'occasione era d'oro per abbordare e sopraffare i portoghesi privi di palle e si gettarono impetuosamente nel guado. Pacheco trattenne il fuoco finché la prima ondata di paraus non si avvicinò abbastanza, poi lanciò uno sbarramento a bruciapelo, affondandone otto in una massiccia scarica di cannoni e moschetti e causando un numero straordinario di vittime. La prima ondata era stata spezzata ma il resto dei paraus si era spostato troppo in avanti per ritirarsi. Ciò che lo Zamorin aveva voluto evitare era ormai cosa fatta: la flotta si stava impegnando. Il copione fu il solito: piccole ondate infruttuose di paraus rotte in successione e con calma dai colpi d'arma da fuoco portoghesi. Le batterie di cannoni veneziane, ora imprudentemente in avanti ed esposte, furono messe a tacere con il solito tiro mirato contro gli artiglieri. A mezzogiorno, però, uno dei batei portoghesi aveva preso fuoco, costringendo l'equipaggio a dividere le proprie attenzioni. La successiva ondata di paraus concentrò tutti i loro sforzi sulla nave in fiamme, sperando di mettere definitivamente fuori servizio almeno una delle quattro piattaforme di tiro portoghesi ma l'equipaggio riuscì a domare l'incendio e respinse l'attacco.
Alla fine della giornata, la flotta di Calicut si ritirò, avendo perso 22 paraus e circa 600 uomini. Nonostante la stanchezza degli equipaggi, Pacheco ordinò ai suoi due batei un breve inseguimento della flotta in ritirata. Lungo il percorso, i legni sbarcarono alcuni soldati nei pressi di Edapalli, ove incendiarono due piccoli villaggi e sconfissero la guardia del signore locale accorso a salvarli. Nonostante tutta questa azione, i portoghesi, ancora una volta, non subirono una sola perdita, solo alcuni feriti.
Lo Zamorin era demoralizzato dopo questo assalto e si dice che si fosse ritirato nelle sue tende, in uno stato d'animo malinconico. Già dopo il secondo assalto, pare si fosse reso conto dell'inutilità dei ripetuti attacchi al guado di Kumbalam, e avesse persino considerato di chiudere la campagna e avviare negoziati di pace, piuttosto che sottoporsi a ulteriori umiliazioni. I suoi nobili capitani l'avevano spinto ad un altro tentativo, per ripristinare il suo onore e mantenere la lealtà dei suoi vassalli, causandogli però l'ennesima onta.

## Battaglia dei guadi di Palignar e Palurte
Lo Zamorin era disposto a sospendere la campagna ma i suoi comandanti ribadirono la necessità di proseguire, proponendo di abbandonare Kumbalam e tentare di raggiungere Kochi da due guadi più a nord, Palignar e Palurte.

### Ubicazione dei guadi

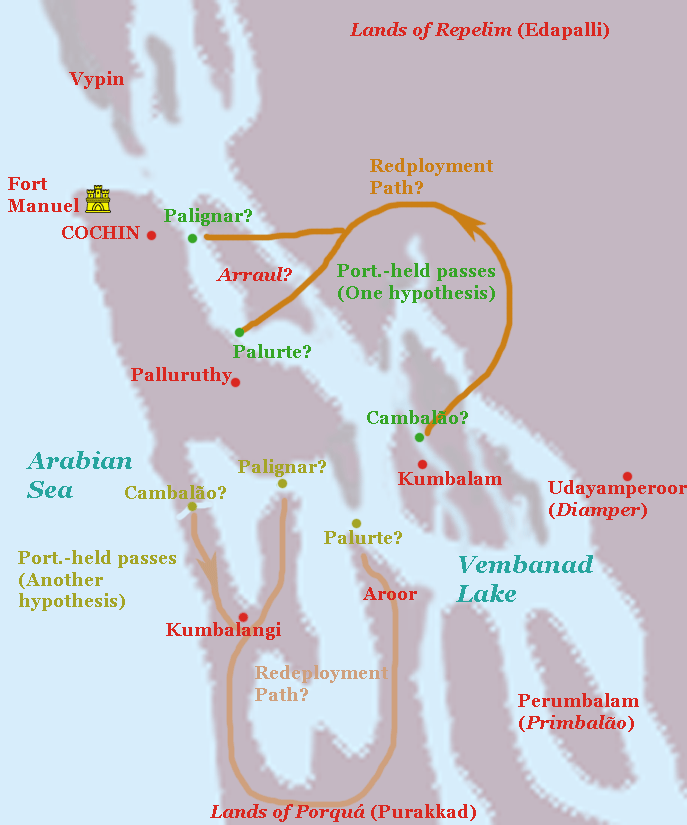
Mappa congetturale che mostra diverse possibili posizioni dei guadi di 'Palignar' e 'Palurte'.
Altamente congetturale.
- Verde scuro = una possibile ipotesi di posizione;
- Verde chiaro = un'altra ipotesi di posizioni.
Mostra anche il percorso implicito di ridispiegamento da parte dell'esercito di Calicut dalla loro posizione originale a 'Cambalão'.

Palurte è quasi sicuramente Palluruthy, a sud di Kochi. La posizione di Palignar, anche Palinhar, Palinhard, Palignard, Pallinganad, Palimbão, è Panangad, un'isola a est di Kumbalam, a sud di Ernakulam, sul fiume Vambanad. Tutto ciò che sappiamo di Palignar è che si trovava a una lega o mezza lega da Palurte (a nord o a sud, le cronache sono sorprendentemente poco chiare). 'Palignar' (e controparti) non si trova facilmente nelle aree geografiche usuali delle Backwaters del Kerala. Le cronache suggeriscono che i guadi passassero per l'isola di Arraul (o Darraul o Arrail). Questo potrebbe essere Aroor, una penisola meridionale che in effetti potrebbe essere attraversata a nord verso Palluruthy. Naturalmente, questo richiederebbe di considerare la posizione dell'originale "Cambalão" come Kumbalangy piuttosto che Kumbalam. Aroor è in effetti dietro Kumbalangy e si accorda con suggerimenti occasionali (ad es. Castanheda, p. 228) che il principale accampamento dell'esercito di Zamorin tra questi assalti era nelle 'terre di Porquá', probabilmente Purakkad, quindi un riferimento all'estremità meridionale della laguna di Vembanad. Tuttavia, scegliere Aroor come "Arraul" non sembra darci un'idea intuitiva di dove Palignar e Palurte potrebbero essere relativi l'uno all'altro. Nelle Backwaters ci sono molti posti con nomi che suonano "Aroor"/"Aryoor" e nei documenti che abbiamo del Trimumpara, egli cita la sua signoria di Arraul come terza per importanza (dopo Kochi e Vypin), suggerendo che non dovrebbe essere oscura né molto lontana dal cuore del suo dominio. Inoltre, ci sono suggerimenti che i combattimenti si svolsero molto vicino a Kochi e a Forte Manuele. Infine, alcune cronache suggeriscono che il percorso via Arraul fosse un passaggio piuttosto diretto a Kochi. In effetti proprio il sentiero seguito dallo Zamorin nel primo assedio del 1503. Di conseguenza, una probabile ipotesi è che l'isola di Arraul potrebbe essere la moderna isola di Willingdon nel porto di Kochi (o meglio l'isola sottostante situata lì in precedenza, poiché la maggior parte di Willingdon è stata creata artificialmente negli anni '20). Così Palignar e Palurte erano guadi attraverso di essa che entravano direttamente nella massa continentale dove si trova Kochi. Tuttavia, ciò è congettura speculativa. Non c'è accordo tra cronache, studiosi o storici su nessuno di questi luoghi.

### Riassegnazione delle armate ad Arraul
I cronisti affermano che i guadi di Palignar (Panangad)-Palurte (Palluruthi) per l'isola di Arraul (Aroor) erano incustoditi durante gli scontri al guado di Kumbalam ma lo Zamorin non li considerò perché ormai per lui Kumbalam "divenne un punto d'onore". Inoltre, i passaggi settentrionali erano coperti da fitte foreste e boschetti inadatti al facile passaggio del suo grande esercito. Erano poi difficilmente superabili: Palignar era guadabile solo con la bassa marea, mentre Palurte richiedeva dei traghetti. Tali considerazioni furono accantonate. I guadi erano in ultima analisi due e quindi non difendibili contemporaneamente da Pacheco!
Alla fine di aprile, lo Zamorin levò il campo a Kumbalam e iniziò a ritirarsi, apparentemente a Calicut. Duarte Pacheco Pereira ricevette presto la notizia che il nemico si stava effettivamente dirigendo verso i guadi di Palignar-Palurte e che le truppe avanzate dello Zamorin, circa 500 Nair, erano già sull'isola di Arraul, a disboscare il passaggio per l'esercito. Pacheco si precipitò con un paio di imbarcazioni fino a Arraul, mentre il Trimumpara Raja v'inviava 200 Nair di rinforzo. Pacheco ne prese il comando, li divise in due colonne, una sotto di sé l'altra sotto Pêro Rafael, e respinse i tagliaboschi nemici.
Pacheco iniziò a organizzare la sua posizione prima dell'arrivo del resto dell'esercito di Calicut, stimato in un solo giorno. Le sue caravelle (sotto Pêro Rafael e Diogo Pires) potevano arrivare solo fino al guado di Palurte: la mancanza di profondità dell'acqua ne impediva l'ulteriore avanzata. Pacheco ordinò loro di ancorarsi a Palurte con corde di ferro, mentre lui procedeva con i due batei verso il guado di Palignar, ove ancorò entrambi i suoi batei sulla riva, ponendoli sotto il comando di Simão de Andrade e Cristóvão Jusarte che secondo Correa sarebbe "Jusarte Pacheco"/"Lisuarte Pacheco" alias il figlio di Duarte Pacheco. La riva vicina del guado doveva essere tenuta da una forza di 600 Nair di Kochi inviata dal Trimumpara Raja, al comando del nipote ed erede Unni Goda Varda (Candagora). L'assistente del fattore, Lourenço Moreno, apparentemente annoiatosi a Forte Manuele e desideroso di agire, si presentò al guado e fu incaricato di prendere il comando di un trinceramento terrestre o di imbarcarsi sulle canoe indigene. Il passaggio più critico fu che Pacheco ordinò ai suoi di sgombrare le sponde opposte dalla vegetazione, in modo da privare arcieri e cannoni nemici di qualsiasi forma di copertura protettiva.
La chiave fondamentale per la difesa di Duarte Pacheco erano le maree. Sebbene costretto a difendere due passaggi, si rese conto che non doveva difenderli entrambi contemporaneamente. Il guado di Palignar poteva essere attraversato solo a piedi con la bassa marea, durante la quale l'acqua a Palurte era troppo bassa perché le navi e i traghetti dello Zamorin potessero muoversi. Con l'alta marea, le barche potevano muoversi a Palurte ma la fanteria non poteva guadare a Palignar. Così Duarte Pacheco calcolò di poter trasportare se stesso e alcune delle sue forze avanti e indietro tramite lance di basso pescaggio, rinforzando i Nair e i bateis a Palignar durante la bassa marea e poi scivolare lungo lo stretto per aiutare le caravelle a Palurte con l'alta marea.

### Quarto assalto
L'avanguardia dello Zamorin, circa 15 000 fanti guidati dal principe Naubeadarim, arrivò al guado di Palignar un giorno o due dopo la schermaglia di Arraul. Nel contempo, la flotta di Calicut, circa 250 navi sotto il signore Ercanol di Edapalli, raggiunse i dintorni di Palurte. Naubeadrim si mise a prendere il controllo del guado con il suo esercito, lasciando Ercanol a sloggiare le due caravelle da Palurte.
L'attacco iniziò all'alba del 1º maggio. Con l'alta marea mattutina, Palignar era impraticabile per la fanteria di Naubeadarim, così Pacheco lasciò il bateis con solo un piccolo equipaggio sotto il comando di Andrade e Jusarte, e si precipitò la maggior parte delle sue forze su delle scialuppe a Palurte. Un contingente di Nair alleati lo accompagnò, sebbene il grosso rimase con il principe Candagora al guado di Palignar. Lo sgombero della vegetazione sulle sponde opposte diede subito i suoi frutti poiché, giunto a Palurte, Pacheco notò facilmente che alcuni cannoni di Calicut venivano messi in posizione per affondare le caravelle ancorate. Pacheco ordinò il fuoco concentrato delle navi sulla loro posizione, disperdendone gli artiglieri, poi fece assaltare la spiaggia da una truppa che spacciò gli artiglieri e mise fuori gioco la batteria. Annullata la minaccia dei cannoni, le truppe tornarono alle caravelle per affrontare la flotta di Calicut in arrivo. Palurte non era un guado stretto come Kumbalam e l'ammiraglio Elcanol di Edapalli poté di inviare una prima ondata di 40 paraus legati trasversalmente in fronte compatto contro le caravelle. La velocità dei cannonieri portoghesi decimò però la flotta avanzante e lo stesso fece alla seconda ondata successiva. A quel punto, la marea aveva cominciato a calare e i paraus di Calicut iniziarono ad avere problemi di movimento nelle acque poco profonde e infide, così l'ammiraglio di Calicut Ercanol ordinò la ritirata. Presto giunse notizia che la fanteria di Calicut di Naubeadarim si stava preparando a guadare a Palignar, così Pacheco e le sue truppe tornarono alle scialuppe. Con la marea abbastanza bassa, la colonna di fanteria di Naubeadarim si lanciò all'assalto del guado di Palignar. I loro progressi furono però scarsi sotto il tiro rapido e pesante dei bateis e degli arcieri di Kochi. Dopo due assalti duri ma infruttuosi, la marea riprese a salire e Naubeadarim ordinò alla colonna di ritirarsi.
In questo primo incontro, si dice che Calicut abbia perso circa 1 000 uomini e alcune navi. Il disgustato Zamorin arrivò sulla scena con il resto del suo esercito poco dopo e rimproverò sia Naubeadarim sia Elcanol per quella che credeva fosse codardia nell'ordinare ritirate premature. Il combattimento a Palignar e Palurte fu probabilmente il più pesante che i portoghesi abbiano mai affrontato. Avevano poco tempo per preparare le difese adeguate e sono stati fortunati a farla franca. Erano esausti e subirono molti feriti ma ancora nessun morto, secondo i cronisti. Se lo Zamorin avesse rinnovato l'assalto il giorno successivo, le sue forze avrebbero potuto benissimo prendere il guado ma per fortuna degli acquazzoni torrenziali impedirono la ripresa delle operazioni, seguiti da una devastante epidemia di colera che travolse il campo di Calicut. Ciò diede ai portoghesi e a Kochi circa una settimana per riposare, recuperare e prepararsi.

### Quinto assalto
Duarte Pacheco usò la pausa dai combattimenti indotta dal colera per riparare le sue navi e rafforzare la sua posizione al guado di Palignar. Una solida palizzata con scarpata di riporto fu eretta sulla spiaggia ed un'altra (pali affilati, bruciati a un'estremità e legati l'uno all'altro) conficcata nel fango in profondità per tutto il guado a complicarne il passaggio per la fanteria. L'epidemia di colera aveva messo a dura prova l'esercito dello Zamorin: più di 10 000 uomini perirono. Il successo della resistenza aveva anche richiamato al dovere alcuni vecchi vassalli di Kochi che avevano abbandonato il Trimumpara Raja. Secondo Correia (p. 482), questi erano i signori (Kaimals) di Mangate (Alengad), Primbalão (Perumbalam) e Diamper (Udayamperoor). Il loro ritorno fu gradito non tanto per qualsiasi aiuto concreto potessero dare bensì perché privavano lo Zamorin di eventuali rinforzi.
Intorno al 6 maggio (data incerta) lo Zamorin lanciò il suo più grande assalto, concentrando tutte le sue forze per conquistare il guado di Palignar. Era aperto da circa 4 000 uomini con 30 cannoni d'ottone, portati avanti per affondare i bateis. Poi venne la colonna d'avanguardia, circa 12 000 uomini sotto il principe Naubeadarim. Ercanol di Edapalli comandava una colonna delle stesse dimensioni e lo stesso Zamorin si schierò alle spalle con circa 15 000 uomini, inclusi 400 zappatori specializzati per liberare i passaggi e abbattere la palizzata. A quel punto, i portoghesi avevano solo 40 uomini sui bateis a Palignar e circa 200 Nair alla palizzata del guado. A quanto pare, i Nair del signore di Mangate (Alangad), assegnati alla palizzata, disertarono durante la notte, lasciando dietro di sé solo questo piccolo numero. Pacheco inviò un messaggio urgente al principe Candagora a Kochi, per affrettare i rinforzi, ma il messaggio non fu trasmesso in tempo. L'assalto a Palignar iniziò con un duello di cannonate tra l'artiglieria di Calicut a terra e i bateis. L'artiglieria portoghese ebbe la meglio e le batterie di Calicut furono disperse. Ma a quel punto, tuttavia, la marea era bassa e i bateis, che ora raschiava il letto del fiume, non erano manovrabili in posizioni di tiro ottimali. Lo Zamorin diede l'ordine di avanzare e la fanteria di Calicut si riversò nel guado di Palignar, per riconquistare l'altra sponda. Le assi chiodate ebbero l'effetto previsto: le prime linee rallentarono per guardare i loro passi, le retrovie le spinsero da dietro e l'esercito di Calicut si raggruppò in una folla concentrata. I cannoni portoghesi diressero il loro fuoco su questa densa massa umana, causando un numero orribile di vittime nei ranghi di Calicut ma gli indigeni, spinti dagli ufficiali, continuarono ad avanzare. Pêro Rafael diresse parte del fuoco per assassinare lo stesso Zamorin e una palla di cannone atterrò abbastanza vicino alla sua persona da fare a pezzi due dei nobili che stavano vicino a lui. Lo Zamorin coperto di sangue fu allontanato dal campo dalla sua guardia, lasciando il resto dell'assalto a Naubeadarim ed Ercanol. Infuriato per il tentativo di assassinio, Naubeadarim radunò le truppe di Calicut e si spinse in avanti furiosamente. Lavorando dolorosamente sugli aculei, l'avanguardia raggiunse finalmente la palizzata sulla sponda opposta: gli indigeni si diedero alla fuga, lasciando i portoghesi al loro destino. Ma a questo punto la marea aveva ricominciato a salire e i bateis erano stati sloggiati dal fango ed erano liberi di manovrare. Si precipitarono nel guado e spezzarono l'assalto alla palizzata. Quindi attraversando il guado avanti e indietro con un cannone quasi a bruciapelo, costrinse le truppe di Calicut a tornare sulle rive per ritirarsi verso la linea degli alberi.

Dopo nove ore di intensi combattimenti, l'alta marea era tornata e l'assalto era terminato. L'esercito dello Zamorin aveva fallito ancora una volta.
Duarte Pacheco era furioso per la diserzione dei Nair di Kochi dalla palizzata nel vivo della battaglia e ancora più con le truppe del signore di Mangate che avevano disertato i loro posti prima ancora che iniziasse il combattimento. Il Trimumpara Raja gli ricordò tristemente la generale infedeltà di tutti i suoi vassalli e gli assicurò che non sarebbe successo di nuovo e che il suo erede, il principe Cadangora, si sarebbe trasferito definitivamente al guado e avrebbe supervisionato la manutenzione della palizzata.
Si dice che durante questo assalto un distaccamento di circa 2 000 Nair di Calicut, utilizzando un guado poco noto o forse ricorrendo a delle barche, sia riuscito ad aggirare le linee portoghesi. I Nair si stavano avviando per lanciare un attacco a sorpresa al guado dalle retrovie, quando alcuni contadini locali al lavoro nelle risaie si fecero coraggio e attaccarono il distaccamento con le loro vanghe, disperdendoli rapidamente. Presumibilmente, furono i tabù del sistema delle caste indiano a giocare in favore dei portoghesi: i Nair temevano la contaminazione da parte dei contadini di casta bassa più di qualsiasi danno causato dagli strumenti agricoli branditi contro di loro. Si dice che Pacheco, disgustato dai suoi Nair, abbia cercato di persuadere il Trimumpara Raja a promuovere questi coraggiosi contadini a guerrieri ed assegnarli alla palizzata. Il re gli tenne allora una lunga conferenza sulle complessità del sistema delle caste!

### Complotti e schermaglie
Il depresso Zamorin non aveva stomaco per un altro fallimento sul campo e respinse le idee di un rinnovato assalto. Era nel frattempo riapparso il colore tra le truppe. Si ricorse allora ad una serie di complotti e scaramucce occasionali per indebolire la posizione portoghese ai guadi. Come al solito, l'intelligence smascherò la maggior parte dei complotti dello Zamorin. Già in precedenza, gli agenti dello Zamorin avevano indotto una cospirazione di alcuni Nair di Kochi per assassinare Duarte Pacheco. Il complotto fu scoperto e Pacheco fece frustare e impiccare due dei cospiratori. Ciò causò una certa costernazione nei suoi ranghi, poiché mentre l'esecuzione era accettabile, la fustigazione di un Nair era un grave insulto alla nobile casta. Non volendo provocare problemi tra i Nair, Duarte Pacheco consegnò i restanti cospiratori al Trimumpara Raja per farne ciò che voleva.
Durante questo interludio, i consiglieri dello Zamorin escogitarono un nuovo piano per far infiltrare degli agenti a Kochi e corrompere i vettovagliatori per avvelenare il cibo e l'acqua inviati alle truppe al guado di Palignar. Anche questa trama trapelò. Per assicurarsi la sicurezza dei rifornimenti, Pacheco fece scavare sulle spiagge di Palignar ogni giorno nuovi pozzi, mentre venditori e trasportatori erano costretti ad assaggiare il proprio cibo in ogni momento precedente la distribuzione all'esercito.
I consiglieri di Zamorin continuarono a escogitare altri complotti: una rivolta a Kochi, poi un piano per inviare barche con il favore della notte a Kochi ed incendiarla, quindi per introdurre cesti di cobra velenosi a bordo delle navi portoghesi, ecc. Ma tutti questi complotti furono rapidamente sventati da informazioni trapelate. In uno dei casi più infami, lo Zamorin optò per un attacco notturno. Le truppe dovevano attraversare un guado nei pressi di Palurte, finora inutilizzato perché a tiro delle caravelle portoghesi ancorate. Ma di notte le caravelle non li vedevano e le truppe potevano guadare. Quella sera partirono due armate di Calicut: l'avanguardia avrebbe guadato e poi segnalato con una torcia alla seconda squadra di avanzare. Ma come al solito, Pacheco seppe del piano. Non molto tempo dopo che l'avanguardia iniziò a guadare, Pacheco segnalò con una torcia il via libera per far avanzare prematuramente il secondo manipolo. L'avanguardia, pensando di essere presa alle spalle dai Nair di Kochi, si voltò e attaccò i compagni: nel buio della notte, i due eserciti di Calicut non si riconobbero.
Durante l'intervallo, Pacheco lanciò ripetutamente dei raid per molestare l'accampamento di Calicut e razziare i villaggi di supporto. In una di queste escursioni, si dice che Pacheco sia stato circondato da una flotta di circa 54 paraus in un'imboscata ma sia riuscito a sconfiggerli.

### Sesto assalto
I preparativi per un nuovo assalto dello Zamorin al guado di Palignar iniziarono verso la fine di maggio o forse giugno: 30 000 soldati furono radunati, mentre l'artiglieria fu spostata in trincee preparate in anticipo, dove le batterie sarebbero state protette dal fuoco portoghese. Contro Palurte, Elacanol di Edapalli riparò e preparò di nuovo la flotta: l'avanguardia guidata da 110 paraus ben armati e protetti da scudi, legati insieme, seguita da circa 100 navi da trasporto stipate di soldati per lo sbarco. Ci sono state alcune innovazioni: in primo luogo, furono preparati dei brulotti da schiantare contro le caravelle portoghesi. Poi, cosa più singolare, una serie di "castelli galleggianti", inventati da un certo 'Cogeale', un arabo di Edapalli: in sostanza delle torri d'assedio in legno alte circa 18 mani, con fianchi pesantemente rinforzati, in grado di trasportare 40 uomini armati, montate su due paraus legati insieme. C'erano otto di questi castelli, montati su 16 barche, legate l'una all'altra, schierati in un'unica linea.
Come al solito, Duarte Pacheco era al corrente di tutti questi preparativi e aveva preso lui stesso delle contromisure. Contro i brulotti, ordinò la costruzione di un'ampia zattera (montata con alberi), che ancorò saldamente attraverso lo stretto. Sentendo dei castelli galleggianti, ordinò l'erezione di strutture in legno sulle prue delle sue caravelle, per pareggiare l'altezza dei castelli di Calicut. Candagora, principe ed erede di Kochi, si presentò al guado di Palignar con mille dei migliori Nair di suo padre. I due batei di Palignar erano, come di consueto, al comando di Cristóvão Jusarte e Simão de Andrade, mentre Lourenço Moreno, assistente del fattore, fu posto al comando di alcune barche indigene (secondo Correia invece a capo di un distaccamento terrestre).
All'alba del giorno dell'attacco, la fanteria dello Zamorin iniziò la sua marcia verso Palignar. Per schernire il re del mare, Pacheco salpò su una barca fino alla punta dell'isola di Arraul e sbarcò con una piccola squadra per impegnarsi in una scaramuccia con le squadre avanzate dell'esercito di Calicut. L'irritato Zamorin diresse un grande distaccamento delle sue forze contro di lui, ricacciandolo a bordo della sua barca. Essendo la marea alta, la battaglia iniziò a Palurte, dove erano ancorate le caravelle. I brulotti di Calicut furono i primi ad essere varati ma furono bloccati dalla zattera ancorata e innescati senza arrecar danno. La fila di castelli galleggianti fu allora inviata contro le caravelle. Lo scontro fu duro, poiché i loro lati rinforzati resistevano al fuoco di cannone. La situazione sembrava desolante e si dice che Duarte Pacheco abbia pronunciato disperatamente la sua famosa frase: "Signore, non farmi ancora pagare per i miei peccati", prima di concentrare il fuoco sul castello più vicino e infine romperne i fianchi. Presto seguì un secondo e l'intero schieramento cominciò a frammentarsi, mentre i paraus ad affondare. Secondo Correia Pacheco offrì 100 cruzados a qualsiasi marinaio che avesse osato nuotare fuori con una torcia e dare fuoco ai paraus sotto i castelli. Mentre le caravelle a Palurt erano così impegnate, la marea era calata e la fanteria dello Zamorin marciava su Palignar. Il fuoco incessante dei due batei, unito al continuo lancio di missili degli alleati indigeni sui bastioni della palizzata e nelle lance, falciava linea dopo linea la fanteria di Calicut mentre entrava nel guado. L'assalto fu respinto, fino a quando l'alta marea tornò e costrinse lo Zamorin a porre fine al tentativo di traversata.
Secondo Osório l'esercito di Calicut subì più perdite in questo giorno di qualsiasi altro, mentre i portoghesi non avevano ancora morti ma solo feriti. La vittoria portoghese sul più grande assalto portato dallo Zamorin fu accolta con grandi festeggiamenti a Kochi.

### Settimo assalto e chiusura delle ostilità
Le cronache sono generalmente scarse sui dettagli degli eventi successivi. Sembra che lo Zamorin abbia ordinato un altro paio di assalti alle posizioni portoghesi, uno dei quali utilizzando i medesimi castelli galleggianti (ora riparati), ma senza successo. In questi assalti, lo Zamorin aveva meno truppe - falciate dalla malattia e dalla diserzione - e, con meno entusiasmo ed energia, gli attacchi erano in gran parte saltuari.
Ormai, la stagione dei monsoni aveva cominciato a mutare e le piogge e i venti più pesanti stavano lavorando contro lo Zamorin: la pioggia diffondeva malattie e complicava il movimento, i livelli dell'acqua erano più alti nei guadi e la navigazione sui paraus più difficile. Inoltre, uno dopo l'altro, i vassalli di Calicut si stavano allontanando di soppiatto dall'accampamento dello Zamorin. Si prevedeva poi che una nuova Armada sarebbe arrivata in agosto. Molti dei vassalli di Calicut, persa la speranza di conquistare Kochi, pensarono fosse meglio negoziare i propri termini di pace con il Trimumphara Raja prima dell'arrivo dei portoghesi, per timore che i loro domini fossero destinati a vendicative incursioni punitive. L'ultimo dei vassalli a fare una pace separata con Kochi fu lo stesso Elcanol di Edapalli.
Infine, il 24 giugno 1504 (Natività di San Giovanni) lo Zamorin decise che ne aveva abbastanza e abdicò il trono, passandolo al nipote ed erede, Naubeadaraim (il generale che aveva guidato la fanteria di Calicut), e si ritirò in un tempio, dedicandosi alla vita religiosa. Lo stanco monarca fu richiamato dai rimproveri della madre a uscire dal tempio e organizzare un ultimo assalto ma dopo che anche questo fallì se ne tornò definitivamente all'isolamento religioso. L'esercito di Calicut si ritirò dalle rive della laguna di Vembanad intorno al 3 luglio.

### Conseguenze
Immediatamente dopo che lo Zamorin ritirò le sue forze dalle vicinanze di Kochi (alcuni dicono all'inizio di agosto 1504), Pacheco salpò con le sue caravelle per Quilon. Si diceva che i commercianti arabi della città avessero sollevato una cospirazione o una sommossa e avessero attaccato la feitoria locale, uccidendo almeno un agente portoghese. Almeida catturò una squadra di navi mercantili arabe e si vendicò su di loro.
Pacheco stava ancora sistemando le cose a Quilon quando la VI Armata d'India, al comando di Lopo Soares de Albergaria, raggiunse Kochi nel settembre 1504. Pacheco tornò allora a Kochi (fine settembre o inizio ottobre) per incontrarvi l'ammiraglio lusitano.
In ottobre, Pacheco partecipò a un'incursione preventiva portoghese-cocinese su Cranganore, dove si diceva che il nuovo Zamorin stesse riunendo l'esercito per attaccare nuovamente Kochi alla partenza dell'Armada in gennaio. La distruzione di Cranganore e la successiva defezione del sovrano di Tanur, uno dei più importanti vassalli degli Zamorin, spinsero il fronte di Calicut a nord e misero la laguna di Vembanad fuori dalla portata dell'esercito e della flotta della non più potente città. Qualsiasi prospettiva che lo Zamorin di Calicut attaccasse di nuovo Kochi attraverso le Backwaters del Kerala era stata candellata.

## Valutazione
Nel complesso, la battaglia di Kochi durò circa cinque mesi, da marzo a luglio, con la maggior parte degli assalti concentrati all'inizio di aprile e all'inizio di maggio. L'esercito dello Zamorin, partito da più di 60 000 uomini, aveva subito pesanti perdite: 19 000 morti, oltre 5 000 in combattimento e 13 000 per malattie. I feriti furono innumerevoli, le perdite di navi numerose. Non ci sono morti segnalate di nessuno dei difensori portoghesi, anche se molti sono rimasti feriti. Le perdite tra gli alleati di Kochi sono sconosciute ma probabilmente non furono così alte, visto il loro scarso impiego effettivo in battaglia.
I portoghesi, guidati da Duarte Pacheco Pereira, ebbero successo grazie a una combinazione di posizionamento intelligente, eroismo individuale e molta fortuna. Anche lo Zamorin aveva dimostrato intraprendenza e innovazione – non ci sono stati due attacchi tatticamente uguali! – ma aveva fallito. In definitiva fu probabilmente il ruolo delle reti di intelligence di Kochi a fare la differenza fondamentale. I portoghesi erano pienamente informati di tutto ciò che accadeva nell'accampamento nemico, financo delle strategie e dei complotti orditi segretamente all'interno della tenda dello Zamorin. Lo Zamorin, al contrario, non riceveva informazioni circa i piani del nemico. Pereira potrebbe anche essere stata la prima persona ad aver fatto uno studio scientifico sulla relazione tra maree e fasi lunari e questo gli ha permesso di prevedere quando ogni guado sarebbe stato percorribile e di spostare di conseguenza le sue poche forze per gestire gli attacchi su più posizioni.
La battaglia di Kochi trasformò il panorama politico del Kerala. Lo Zamorin di Calicut fu umiliato. Il suo potente esercito e la sua flotta non furono in grado di schiacciare una minuscola guarnigione di 150 portoghesi alleatisi con Kochi. Alla fine, lo Zamorin perse gran parte dell'autorità e della paura in cui era stato precedentemente tenuto in tutta la costa del Malabar, mentre il Trimumpara Raja era passato da principotto a sovrano dominante nel Vembanad.

I portoghesi si giocarono il tutto per tutto nello scontro. Se Kochi fosse caduta nelle mani dello Zamorin, era probabile che Cannanore e Quilon sarebbero cadute di conseguenza ed anzi erano già in corso trattative per quell'eventualità. Lisbona avrebbe perso il suo appoggio in India e difficilmente lo avrebbero recuperato: lo Zamorin avrebbe potuto usare Forte Manuele per tenere a bada le future Armadas! I portoghesi sarebbero stati probabilmente costretti a chiedere la pace alle condizioni dello Zamorin.

Il Trimumpara Raja fu il grande vincitore. La sua caparbietà nel mantenere l'alleanza portoghese, che tutti gli avevano sconsigliato e che, all'inizio dell'anno, sembrava gravare sul suo destino, aveva dato meravigliosi frutti. Il suo debito con i portoghesi era immenso ma con nessuno così grande come con lo stesso Duarte Pacheco al quale si era legato affettuosamente nel corso della disperata battaglia.

### Ricompense di Duarte Pacheco
All'indomani della battaglia, nella sua qualità di re di Kochi, il Trimumpara Raja omaggiò Pacheco Pereira d'uno stemma: uno scudo rosso ("per l'immenso sangue del Calicut che versò in questa guerra"), con cinque corone d'oro in saltire ("per i cinque re che sconfisse") e una bordura bianca con onde azzurre, carica di otto castelli di legno in verde, ciascuno montato su due navi ("per le due volte che sconfisse questi otto castelli"). Intorno allo scudo c'erano sette gagliardetti, tre rossi, due bianchi, due blu ("per i sette assalti guidati dal re di Calicut in persona e le sette bandiere di questi colori e forme da lui prese"), e un elmo d'argento aperto, svolazzato d'oro e di rosso, e per stemma un castello sormontato da uno stendardo rosso (per Kochi?).
Duarte Pacheco Pereira fu sollevato come comandante del Forte Manuele da Manuel Teles de Vasconcelos e destinato a tornare in Portogallo con la VI Armata nel gennaio 1505. Si dice che il Trimumpara Raja sia stato fuori di sé dalle lacrime alla partenza di Duarte Pacheco e abbia supplicato senza sosta l'ammiraglio Lopo Soares de Albergaria di permettergli di rimanere. Inchinandosi all'inevitabilità, il Trimumpara Raja offrì a Duarte Pacheco un consistente carico di pepe nero come ricompensa personale per i suoi servizi ma, sapendo come il Raja Trimumpara era stato impoverito dalla guerra, Duarte Pacheco ricusò il dono.
Duarte Pacheco Pereira fu accolto da eroe a Lisbona, ricevendo una grande accoglienza e una pensione reale dal re Manuele I del Portogallo mentre feste pubbliche si svolsero in suo onore.
Nel 1505, il primo viceré portoghese D. Francisco de Almeida arrivò in India con una corona d'oro inviata dal re Manuele per ricompensare la fermezza del Trimumpara Raja nella sua alleanza portoghese. Il vecchio Trimumpara Raja aveva ormai abdicato e aveva intrapreso una vita di devozione religiosa (come lo Zamorin suo nemico) e fu pertanto il suo erede, Candagora, a essere incoronato in una solenne cerimonia da Almeida come 'Re di Cochin'.

### Esmeraldo de Situ Orbis
Durante le pause dei combattimenti nella battaglia di Kochi, Pacheco Pereira trascorse molto tempo a fare osservazioni cosmografiche e prendere appunti. Al suo ritorno a Lisbona nel 1505, raccolse queste note nel suo famoso libro, Esmeraldo de Situ Orbis, terminato nel 1509. È uno dei primi roteiros che fornisce istruzioni e riferimenti precisi per i futuri navigatori sulla rotta indica.
Di particolare importanza furono le attente note che Duarte Pacheco prese sui tempi delle maree che ebbero un'importanza così critica nel corso della battaglia di Kochi. Si dice che Pacheco sia stato il primo a notare la loro connessione con la luna e a stabilire regole per prevedere l'andamento delle maree in riferimento alle osservazioni lunari. Ha anche setacciato i suoi dati per correggere e migliorare le osservazioni astronomiche (in particolare correggendo la deviazione media giornaliera della luna dal sole) e costruendo misurazioni nautiche che furono utilizzate dai successivi navigatori portoghesi.

### Rappresentazioni successive
La storia della battaglia di Kochi è raccontata dal poeta portoghese Luís de Camões nel suo poema epico del 1572 Os Lusíadas. All'inizio del Canto X, la ninfa marina Teti riferisce all'ammiraglio Vasco da Gama la sua profezia sulla battaglia di Kochi (Canto X, Stanze 12-21). Camões pone in primo piano questa battaglia, il primo evento significativo che coinvolga i portoghesi in India dopo il viaggio di Gama. Ricopre Duarte Pacheco Pereira di superlativi, "il più forte dei forti", l'"Achille lusitano", e descrive alcuni degli incidenti e dei dettagli più memorabili della battaglia. Teti predice anche cupamente i travagli futuri di Duarte Pacheco al suo ritorno in Portogallo, lamentando l'ingratitudine del re Manuele I che, sebbene Pacheco "gli abbia dato un regno ricco", non gli concesse alcuna alta ricompensa e invece prestò orecchio agli intrighi dei cortigiani che avrebbero portato all'arresto di Pacheco in età avanzata (Stanze 22-25).

### Esplicative
1. ↑  Lopes, p. 185 riporta di lettere del 1502 dello Zamorin ai suoi vassalli nelle quali illustra come nello scontro navale con la risicata flotta di João da Nova del 1501 le navi di Calicut furono "incapaci di recar loro alcun danno e pertanto non riteneva appropriato esporsi ulteriormente"
2. ↑  Lopes, p. 185 riferisce delle lettere inviate nel 1502 dallo Zamorin a Kochi ed altri signori del Malabar nelle quali li spronava ad unirsi in un boicottaggio anti-portoghese per assicurarsi che i lusitani non trovassero "spezie in tutta l'India a qualsiasi prezzo" (pt. "não lhes darem especiarias em toda an India por preço alguem").
3. ↑  Lopes, p. 185 riporta che il Trimumpara Raja di Kochi rispose alle lettere dello Zamorin che "aveva già negoziato la pace ed un molto vantaggioso commercio con i portoghesi e che pertanto nulla avrebbe fatto contro l'accordo." (pt. "ja tinha ajustado paz e commercio mui vantajosamente com os Portuguezes, e por isso nada podia fazer em contrario.")
4. ↑  Lo status del Trimumpara Raja è oggi oscuro. Secondo Dames 1918, p. 86 il signore di Kochi era il re di Edapalli, dalla laguna alla terraferma, e che la penisola di Kochi con capitale Perumpadappu era stata ad un certo punto trasformata in appannaggio di un figlio che aveva poi distaccato quale appannaggio per un suo figlio la città di Kochi vera e propria. Questi appannaggi non erano stati donazioni permanenti ma erano intesi come "pratica di governo" per futuri eredi al trono. Ne consegue che il sovrano di Kochi era il secondo erede del trono di Edapalli. Alla morte del re di Edapalli, il primo erede avrebbe lasciato la penisola per sedere sul trono di Edapalli, liberando il trono di Perumpadappu ed assegnando quello di Kochi per il suo secondo erede. All'arrivo dei portoghesi, questo sistema era entrato in crisi perché la crescente prosperità di Kochi aveva fomentato sogni d'emancipazione nel principe regnante. Fu però solo grazie alla protezione del Portogallo che il signore di Kochi divenne un re vero e proprio e che il "trono" della laguna, sia fisicamente sia concettualmente, si spostò da Edapalli a Kochi.
5. ↑  Stando a Dames 1918 causa complicate regole di successione il Trimumpara Raja avrebbe dovuto spostarsi ad Edapalli, formale scranno del signore della laguna, e cedere il governo di Kochi al suo successore. I portoghesi insistettero però affinché rimanesse a Kochi e per questo motivo l'anno 1503 è solitamente utilizzato per segnare l'avvio del Regno di Cochin propriamente detto. D'altra parte, alcune fonti riportano che il Trimumpara Raja abdicò poco dopo la battaglia e che il suo successore (apparentemente un nipote), anch'egli chiamato Unni Goda Varda (Candagora), divenne re di Kochi. Ciò potrebbe intendere che, nonostante tutto, il vecchio Trimumpara Raja seguì le locali regole di successione spostandosi ad Edapalli e non limitandosi ad abdicare come inteso dagli europei. Fu il suo successore ad essere incoronato nel 1506 da Francisco de Almeida quale "Re di Cochin".
6. ↑  La discrepanza nei numeri può essere interpretata come causata dalla sosta forzosa in India dei portoghesi inabili al viaggio di ritorno perché malati o feriti. Ne conseguirebbe che anche con 150 uomini di forza complessiva, Pacheco Pereira disponeva di massimo 130 uomini atti alle armi - Day 1863, p. 92.
7. ↑  La lista delle navi della Quinta Armata d'India (Albuquerque, 1503) non cita il nome originario della nava di Diogo Fernandes Pereira. Albuquerque, nei suoi Commentari, insiste che lasciò a Duarte Pacheco la nau Concepção poiché la nave di Pacheco nel viaggio d'andata, la Espírito Santo, tornò a Lisbona con l'ammiraglio. Comunque, è possibile che Albuquerque abbia lasciato solo le due caravelle e l'autorità, per Duarte Pacheco, di requisire qualsiasi nau dello scomparso III Squadrone fosse approdata in India come poi effettivamente fece quando Diogo Fernandes Pereira arrivò poco dopo da Socotra con la Concepção. Si tratta però di mere supposizioni. Diogo Pereira potrebbe benissimo essere stato qualcun altro.
8. ↑  Le forze ausiliarie dello Zamorin di Calicut identificate da Barros, v. 2 p. 140 includevano: i sovrani di Tanore (Regno di Tanur o Vettattnad), Bespur (Beypore) Cucurão (Kottakal?), Cotugão ("tra Cannanore e Calicut"), Curim ("tra Ponnani e Cranganore"), Repelim (Edapalli), Crangalor (Cranganore), Chaliao (Chaliyam), Parapuram (Pariyapuram?), Banala Carij (?) e diversi altri principotti ("quasi re") della regione.
9. ↑  Secondo Barros, Dec. I, Lib 7, c. 7, vol. 2, p. 139 i vassalli nominali di Kochi comprendevano i signori di Paliporte (Pallipuram), Balurt (Palluruthy?), Bagadarij (?), Porca (Purakkad),Mangate (Alengad), Cambalão (Kumbalam), Cherij (Cherai) e Vaipij (Vypin). Solo quest'ultimo pare restò fedele al Trimumpara Raja.
10. ↑  Osorio, p. 278 stima che la flotta di Calicut portasse 12 000 uomini, da contarsi separatamente ai 57 000 uomini della fanteria. Faria e Sousa riporta invece solo 4 000 uomini per la flotta.
11. ↑  Osorio, p. 278 asserisce che i paraus Calicut, su insistenza dei genieri veneziani al servizio dello Zamorin, erano stati rinforzati sui fianchi da sacchi di cotone.
12. ↑  Day 1863, p. 92 posiziona il guado a "Chetwye" (Chettuva), circa 40 miglia a nord di Kochi, cosa molto improbabile perché pone il campo di battaglia molto vicino al punto di raccolta delle forze dello Zamorin a Cranganore.
13. ↑  La data del primo scontro varia notevolmente tra i diversi studiosi. Alcuni (es. Logan 1887, p. 310) lo fissano al 16 marzo, quando, secondo Góis, p. 112, Pacheco gettò l'ancora nel guado. Si tratta di un errore, dato che Góis riporta poi che il 16 era il "venerdì prima della domenica delle palme" che nel 1504 ricorreva il 31 marzo e non il 18! Stiamo qui seguendo la datazione riportata in Castanheda, p. 196 come fatto da Whiteway 1899, pp. 99–100 e altri.
14. ↑  I due uomini di Kochi ci sono tramandati come "Frangor" e "Candagor" da Osorio, p. 279 Góis, p. 111 aggiunge che trattavasi dei signori di Palurte e Arraul, nonché tesorieri ("vedores") del Trimumpara Raja. Restarono con i Portoghesi durante tutto lo scontro.
15. ↑  Logan 1887 riporta il 25 marzo; Whiteway 1899, p. 100 fissa l'assalto al 5 aprile (Venerdì santo). Ci rifacciamo nuovamente a Castanheda, p. 200 che parla chiaramente della domenica di Pasqua.
16. ↑  'Palinhar' in Góis, p. 115 e Castanheda, p. 228; 'Palignar' in Osorio, p. 287; 'Palimbão' in Correia, p. 474, 'Palinhard' in Saraiva 1849, p. 138; 'Palignard' in Danvers 1894, p. 109; 'Palinganad' in Matthew 1997, p. 21; Whiteway 1899, p. 100 e Logan 1887, p. 310 pongono entrambi il guado di Kumbalam ad Edapalli, identificandolo anche come 'Valanjaca'.
17. ↑  Saraiva 1849, p. 140 parla di tavole piatte ricoperte di punte metalliche affilate rovesciate e grossi chiodi posati sul fondo del guado di Palignar per infilzare i piedi degli attaccanti; i pali avevano un doppio ruolo: ancore per evitare che le tavole galleggiassero o venissero rimosse e trampoli per sostenere le tavole e impedire loro di affondare nel morbido fango del fiume.
18. ↑  Castanheda, p. 216 è uno dei pochi a datare questo assalto indicando "giovedì 6 o 7 maggio". Comunque, nel 1504 il 6 maggio era un lunedì ed il successivo giovedì era il 9. Era invece un giovedì il successivo 6 giugno. Se Castanheda dunque confuse il nome del mese, ciò implica che l'epidemia di colera durò un intero mese e non una sola settimana, cosa affatto non plausibile per un'epidemia di tali proporzioni. Inoltre, ciò corrobora la datazione dei successivi assalti alla fine di giugno.
19. ↑  Questo stando a Osorio, p. 301 mentre stando a Castanheda fu Duarte Pacheco a dirigere il fuoco contro lo Zamorin.
20. ↑  Correia, p. 469, Whiteway 1899, p. 101 e Castanheda, pp. 228–29 collocano l'episodio durante il lungo interludio dopo l'assalto. Altri cronisti invece durante le iniziali operazioni di disboscamento ad Arraul.
21. ↑  Day 1863, p. 93 e Góis, p. 123 collocano questi eventi dopo il Sesto Assalto.
22. ↑  Castanheda, p. 243 e Góis, p. 121 datano questo assalto all'Ascensione (17 maggio 1504); altri alla metà o addirittura alla fine di giugno.

### Bibliografiche
1. ↑  Barros, dec. I, lib. VII, p. 140.
2. 1 2  Matthew 1997.
3. 1 2  Danvers 1894, p. 114; Osorio, p. 313 riporta 19 000; Góis, p. 123 18,000 e Correia, p. 489 addirittura 20 000
4. 1 2  Logan 1887, p. 310.
5. ↑  Whiteway 1899, pp. 95 e 251.
6. ↑  Barros, p. 95.
7. ↑  Barros, p. 96.
8. ↑  Whiteway 1899, p. 97.
9. ↑  Bell 1917, p. 84.
10. 1 2  Whiteway 1899, p. 98.
11. 1 2 3  Correia, p. 427.
12. ↑  Osorio, p. 278.
13. ↑  Matthew 1997, p. 23.
14. ↑  Saraiva 1849, p. 132.
15. ↑  Matthew 1997, p. 13.
16. ↑  Faria e Sousa, p. 61.
17. ↑  Whiteway 1899, p. 93.
18. ↑  Correia, p. 482.
19. ↑  Saraiva 1849, p. 133.
20. 1 2  Duarte Pacheco Pereira, p. xix - doc. 8.
21. ↑  Castanheda, pp. 224 e 227.
22. 1 2 3  Góis, p. 115.
23. ↑  Saraiva 1849, p. 138.
24. ↑  Osorio, p. 288.
25. 1 2  Góis, p. 116.
26. ↑  Correa, p. 402.
27. ↑  es. Osorio, p. 293.
28. ↑  Osorio, p. 289.
29. ↑  Castanheda, p. 208.
30. ↑  Castanheda, p. 216.
31. ↑  Correia, pp. 474–75.
32. 1 2  Danvers 1894, p. 112.
33. ↑  Whiteway 1899, p. 100.
34. ↑  Bell 1917, p. 95.
35. ↑  Osorio, p. 305.
36. 1 2  Góis, p. 121.
37. ↑  Castanheda, p. 236.
38. ↑  Osorio, p. 306.
39. 1 2  Osorio, p. 308.
40. 1 2  Osorio, p. 311.
41. ↑  Correia, p. 487.
42. 1 2  Góis, p. 123.
43. ↑  Osorio, p. 312.
44. ↑  (EN) Crowley R, Conquerors - how Portugal forged the first global empire, 4 agosto 2016,  p. 149, ISBN 978-0-571-29090-1.
45. ↑  Matthew 1988, p. 30.
46. ↑  Trad. en. in (EN) Mickle WJ, The Lusiad, or the discovery of India, an epic poem, 1776,  p. 420., (EN) Musgrave TM, The Lusiad, an epic poem, 1826,  p. 365., (EN) Burton RF, The Lusiads, vol. 2, 1880. e (EN) Aubertin, The Lusiads of Camoens, vol. 2, 1878-84.

### Fonti
- (PT) Duarte Barbosa, O Livro de Duarte Barbosa, traduzione di Dames ML, rist., Nuova Delhi, Asian Education Services, 2005  [1518].
- (PT) João de Barros, Décadas da Ásia: Dos feitos, que os Portuguezes fizeram no descubrimento, e conquista, dos mares, e terras do Oriente, 1552-1559.
- (PT) Fernão Lopes de Castanheda, História do descobrimento e conquista da Índia pelos portugueses, 1833  [1551-1560].
- (PT) Gaspar Correia, Lendas da Índia, Lisbona, Academia Real das Sciencias, 1858-64  [1550].
- (PT) Manuel de Faria e Sousa, Ásia portuguesa, 1. História da Índia, desde o seu descobrimento até o ano de 1538, Lisbona, Henrique Valente de Oliveira, 1666.
- (PT) Damião de Góis, Crónica do Felicissimo Rei D. Manuel, 1566–67.
- Thomé Lopes, Navigatione verso l'Indie orientali scritta per Thomé Lopez, scrivano de una nave Portoghesa, in Giovanni Battista Ramusio (a cura di), Primo volume delle navigationi et viaggi nel qua si contine la descrittione dell'Africa, et del paese del Prete Ianni, on varii viaggi, dal mar Rosso a Calicut,& infin all'isole Molucche, dove nascono le Spetierie et la navigatione attorno il mondo, trad. 1812 "Navegação as Indias Orientaes, escrita em Portuguez por Thomé Lopes, traduzida da lingua Portugueza para a Italiana, e novamente do Italiano para o Portuguez" da Academia Real das Sciencias di Lisbona, Venezia.
- (LA) Girolamo Osorio, De rebus Emmanuelis, traduzione di Gibbs J, Londra, Millar, 1752  [1586].
- (PT) Duarte Pacheco Pereira, Esmeraldo de Situ Orbis, 1509.

### Studi
- (EN) Bell AF, Duarte Pacheco Pereira, 1465-1533, in Portuguese Portraits, Blackwell, 1917.
- (EN) Dames ML, "Introduzione e note", 1918. in Barbosa
- (PT) Danvers FC, The Portuguese in India, being a history of the rise and decline of their eastern empire, Londra, Allen, 1894.
- (EN) Day F, The Land of the Permauls, or, Cochin, its past and its present, Madras, Adelphi, 1863.
- (EN) Logan W, Malabar Manual, rist., Nuova Delhi, Asian Education Services, 2004  [1887].
- (EN) Mathew KS, History of the Portuguese Navigation in India, Nuova Delhi, Mittal, 1988.
- (EN) Mathew KS, Indian Naval Encounters with the Portuguese: Strengths and weaknesses, in Kurup (a cura di), India's Naval Traditions, Nuova Delhi, Northern Book Centre, 1997.
- (PT) Monteiro S, Batalhas e Combates da Marinha Portuguesa, volume 1 (1139–1521), Lisbona, Sa da Costa, 1989.
- (PT) Saraiva FSL, Os Portuguezes in Africa, Asia, America, e Oceania, vol. 2, Lisbona, Borges, 1849.
- (EN) Whiteway RS, The Rise of Portuguese Power in India, 1497-1550, Westminster, Constable, 1899.